# Scopula vigilata
Scopula vigilata là một loài bướm đêm trong họ Geometridae.